# Municipio de Colerain (condado de Belmont)
El municipio de Colerain (en inglés: Colerain Township) es un municipio ubicado en el condado de Belmont en el estado estadounidense de Ohio. En el año 2010 tenía una población de 4276 habitantes y una densidad poblacional de 66,12 personas por km².

## Geografía
El municipio de Colerain se encuentra ubicado en las coordenadas 40°6′50″N 80°50′2″O / 40.11389, -80.83389. Según la Oficina del Censo de los Estados Unidos, el municipio tiene una superficie total de 64.67 km², de la cual 64,25 km² corresponden a tierra firme y (0,65 %) 0,42 km² es agua.

## Demografía
Según el censo de 2010, había 4276 personas residiendo en el municipio de Colerain. La densidad de población era de 66,12 hab./km². De los 4276 habitantes, el municipio de Colerain estaba compuesto por el 97,61 % blancos, el 1,05 % eran afroamericanos, el 0,02 % eran amerindios, el 0,3 % eran asiáticos, el 0,12 % eran de otras razas y el 0,89 % eran de una mezcla de razas. Del total de la población el 0,56 % eran hispanos o latinos de cualquier raza.